# Майлс Стром
Майлс Стром (на английски: Miles Straume) е герой от американския сериал „Изгубени“ на телевизия ABC. Ролята се изпълнява от Кен Люнг. Майлс е представен във втори епизод на четвърти сезон като луда глава и саркастичен медиум, член на борда на кораба „Кахана“, който е в близост до острова. Той пристига на острова и впоследствие е хванат от Джон Лок (Тери О'Куин), който подозира, че хора на кораба искат да навредят на оцелелите от полет 815 на Океаник и да разкрият острова на обществеността. Майлс е на мисия да залови Бен Лайнъс (Майкъл Емерсън); вместо това той се опитва да се споразумее с Бен, за да излъже работодателя си Чарлс Уидмор (Алън Дейл), че Бен е мъртъв. В българския дублаж на четвърти сезон Майлс се озвучава от Николай Николов, от Георги Стоянов в четвърти сезон на AXN и от Тодор Георгиев в пети и шести сезон на AXN.